# Robert Sénéchal
Pour les articles homonymes, voir Sénéchal (homonymie).
Robert Sénéchal est un industriel, pilote de course automobile et aviateur français né le 5 mai 1892 à Rocquencourt (Oise) et mort le 30 juillet 1985 à Saint-Ay (Loiret), grand-père de Patrick Zaniroli.

## Biographie

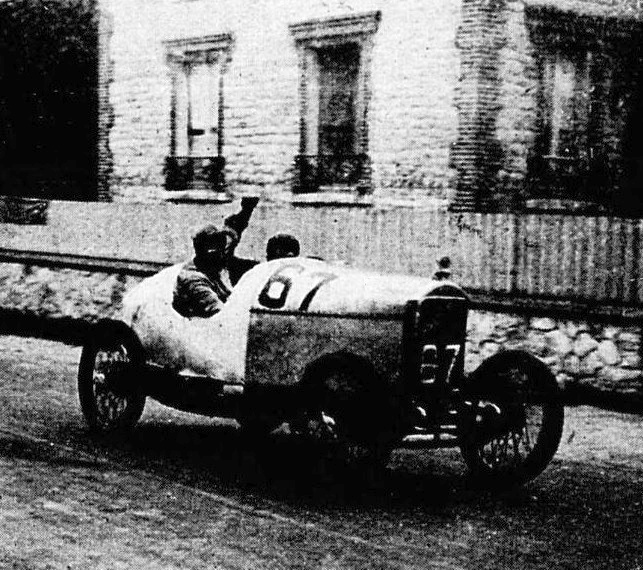
Robert Sénéchal, sur cyclecar Sénéchal 0.75 l vainqueur de catégorie au Meeting de Montargis en juillet 1923.

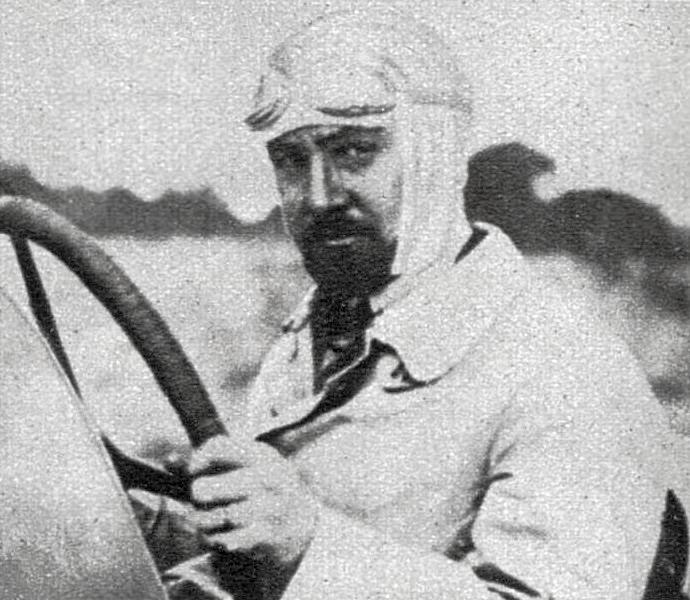
Robert Sénéchal en 1924.

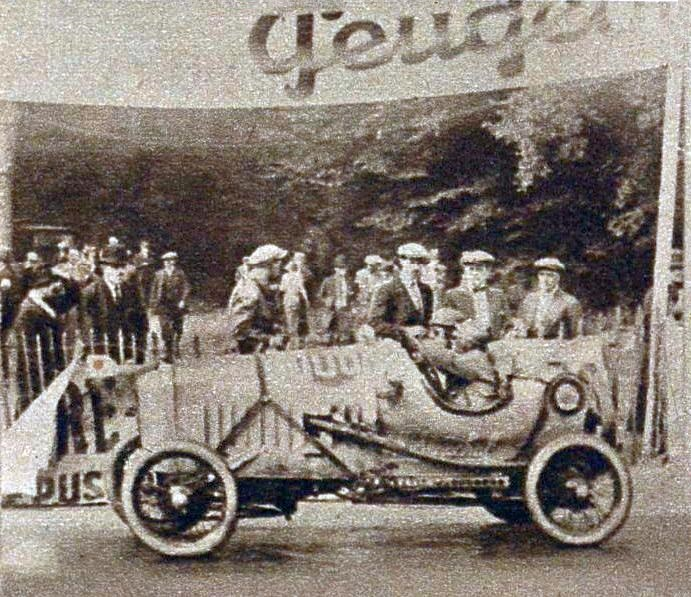
Robert Sénéchal, vainqueur du Bol d'or automobile en mai 1926.

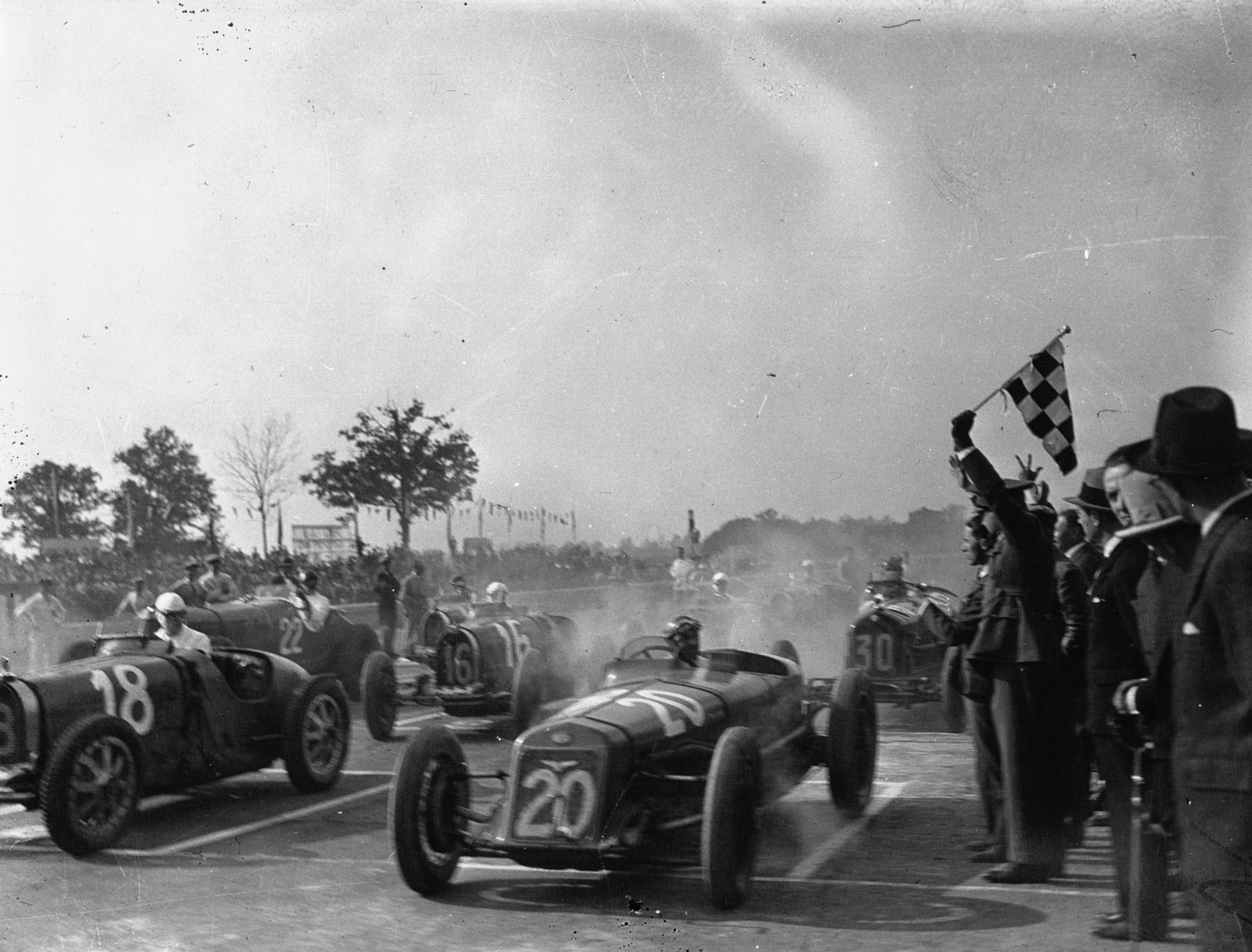
R. Sénéchal au Grand Prix automobile d'Italie 1931 sur Delage 15S8 (voiture no 20).

Il s'associa pour créer l'entreprise « Éclair », spécialisée dans la fabrication de cyclecars située à Levallois-Perret.
Il en devint seul propriétaire en 1921, sous le nom de « Cyclecars Robert Sénéchal » (à Courbevoie).
Il démarra également une carrière de pilote automobile de course, par hasard et par accident en remplaçant au pied levé un pilote de l'écurie Chenard et Walcker qui était malade. Il découvrit ainsi sa vocation, et remporta en 1922 21 courses sur les 30 auxquelles il participa. En 1923, il fut premier des cyclecar 1,1 l au Tour de France automobile, sur son propre véhicule.
En 1924, il gagna au premier jour d'automne l'épreuve nordiste du Circuit des Routes Pavées sur Chenard et Walcker, moins d'un mois après une deuxième place lors de la coupe Georges Boillot. Il termina sa saison par une victoire au Bol d'or automobile, sur Sénéchal 0,75 l (épreuve où il s'illustra souvent, avec notamment une autre victoire en 1926, toujours sur Sénéchal, une troisième place en 1925, ainsi qu'une une quatrième en 1923, Michel Doré l'emportant de son côté pour la marque en 1925). 
Il fit également deux apparitions aux 24 heures du Mans, l'une étant avec Albéric Loqueheux comme équipier en 1925 sur TANK Z1 Spécial pour terminer treizième et remporter aussi l'unique coupe Triennale dite de Rudge-Whitworth attribuée dans l'épreuve mancelle (la précédente saison sur Chenard et Walcker avec Raymond Glazmann se soldant par un abandon). 
Ses victoires de catégorie 750 cm3 furent nombreuses. Il fut alors de plus en plus sollicité par d'importantes écuries sportives automobiles: après Chenard et Walcker, il intégra Delage, Panhard et Levassor.
En 1926, il remporta le premier Grand Prix automobile de Grande-Bretagne avec Louis Wagner sur Delage (Circuit de Brooklands), et termina deuxième du Grand Prix d'Europe associé à Edmond Bourlier sur Delage 155B (Circuit de Lasarte).
En 1927, ce passionné de vitesse et de course automobile mit un terme à l'activité de son entreprise qui produisait alors près de 5 000 véhicules Sénéchal, et il prit une concession Delage, Chenard et Walcker et Bugatti sur les Champs-Élysées à Paris, grâce à son amitié avec Fernand Bachmann, concessionnaire et administrateur des établissements Chenard et Walcker, a qui il offrit une Sénéchal. Il remporta également en 1927 les 24 Heures de Spa associé cette fois au belge Nicolas Caerels, sur Excelsior.
Au Grand Prix de l'ACF, il aura terminé par deux fois à la cinquième place, en 1929 (sur Bugatti Type 35B et 1931 (sur Delage 15 SB associé à "Fretet").
En 1930, il gagna le Critérium International de Voitures de Séries sur Delage 23CV, course de régularité organisée lors du Circuit des Routes Pavées.
Après un accident de course en 1931, il cessa la compétition automobile ainsi que la fabrication de véhicules, et ouvrit une agence de publicité aérienne, devenant par la suite photographe aérien.
Pendant la Seconde Guerre mondiale, tout comme lors du Premier conflit, il se retrouva mobilisé dans l'aviation comme pilote de chasse. 
Après la guerre, il s'installa à Saint-Ay pour y ouvrir un commerce d'alimentation.
Décédé en 1985, il est inhumé au cimetière du Père-Lachaise.
Son petit-fils n'est autre que le pilote organisateur Patrick Zaniroli, vainqueur du Paris-Dakar en 1985.

## Victoires en courses de côte
- Victoires en courses de côte[6]

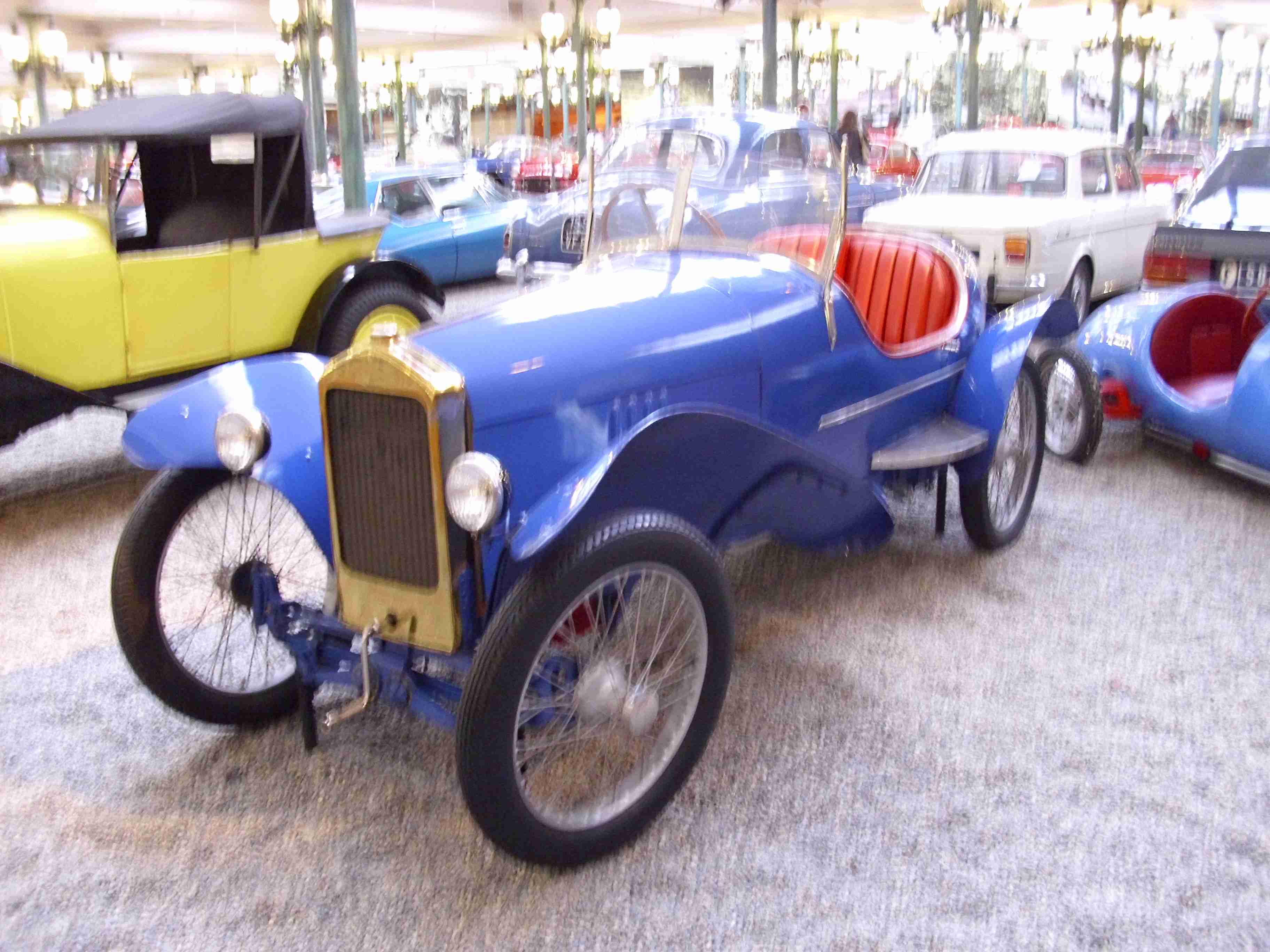
Une Sénéchal de 1925.

  - Course de côte de Cran d'Escalles (Calais), en 1922 (sur Sénéchal 750 cm3)
  - Course de côte de Boissy-Saint-Léger - Brevannes (Nogent), en 1922 (sur Sénéchal 2pl.)
  - Course de côte de Cœur-Volant, en 1922 (sur Sénéchal)
  - Course de côte de Château-Thierry (Reims), en 1923 (sur Sénéchal 1,1 l 2pl.)
  - Course de côte de Cran d'Escalles, en 1923 (sur Sénéchal 1,1 l)
  - Course de côte de Gometz-le-Châtel (Paris), en 1923 (sur Sénéchal 1,1 l)

## Distinctions
- Officier de la Légion d'honneur (5 janvier 1983)